# Rada Polska Ziemi Mińskiej
Rada Polska Ziemi Mińskiej – organizacja powstała w okresie I wojny światowej, w czasie okupacji niemieckiej, w celu reprezentowania i obrony przed okupantami ludności polskiej. Do 1917 roku miała charakter ziemiański. W sierpniu 1919 ponownie powołała ekspozytury prowincjonalne (tzw. Rady Okręgowe). Była w ścisłym kontakcie z Naczelnikiem Okręgu Mińskiego Władysławem Raczkiewiczem. Wydawała własne pismo ludowe. Prezesem Rady Polskiej Ziemi Mińskiej był w 1920 roku adwokat i ziemianin Ignacy Porębski.
W skład Rady Polskiej Ziemi Mińskiej wchodzili m.in. biskup Zygmunt Łoziński, Michał Kossakowski, Henryk Kieniewicz, (ziemianin, przedstawiciel Rady w Warszawie), hrabia Jerzy Czapski z Przyłuk, Jan Offenberg.